# Hautcharage
Hautcharage är en ort i Luxemburg.   Den ligger i distriktet Luxemburg, i den sydvästra delen av landet, 16 kilometer väster om huvudstaden Luxemburg. Hautcharage ligger 308 meter över havet och antalet invånare är 1 495.
Terrängen runt Hautcharage är huvudsakligen platt, men åt sydväst är den kuperad.  Runt Hautcharage är det tätbefolkat, med 427 invånare per kvadratkilometer.. Närmaste större samhälle är Luxemburg, 16,2 kilometer öster om Hautcharage. 
Omgivningarna runt Hautcharage är en mosaik av jordbruksmark och naturlig växtlighet.